# Actor's and Sin
Actor's and Sin è un film in due episodi del 1952 diretto da Ben Hecht e Lee Garmes conosciuto anche coi titoli Actors and Sin e Actor's Blood and Woman of Sin (i titoli dei due episodi di cui è composta la pellicola). In Italia il film è talvolta citato come Dietro le quinte, ma non si trovano notizie di una sua effettiva distribuzione con questo titolo.

## Trama
Actor's blood
Il corpo senza vita di Marcia Tillayou viene rinvenuto - crivellato di proiettili - da suo padre, Maurice.
Marcia era stata una diva di Broadway, ma la sua carriera era durata molto poco: oltre ad un rapido declino delle proprie capacità, ella in breve si era inimicata – in maniera anche decisamente marcata - svariate persone dell'ambiente teatrale, compreso il marito Alfred e diversi amanti. Solo il padre, un anziano attore non particolarmente brillante, aveva continuato a credere in lei e nelle sue qualità attoriali, che riteneva eccelse anche durante la loro palese decadenza: egli era convinto che in sua figlia, e nel nome Tillayou, potessero finalmente risplendere le credenziali di gloria e successo artistico che non avevano arriso a lui.
Maurice si dice in grado di rivelare con sicura certezza al district attorney incaricato delle indagini l'identità dell'assassino, se solo il magistrato avesse acconsentito a presenziare ad una cena alla quale egli aveva invitato tutti coloro che avevano conosciuto Marcia da vicino (e che avevano finito con l'odiarla), fra i quali doveva presumibilmente trovarsi l'omicida. È una notte di tempesta. Un fulmine causa il buio nella stanza, e quando la luce ritorna Maurice è esanime a terra, pugnalato a morte. Qualcuno fra i presenti deve essere il colpevole.
Ma una inconfutabile prova, una lettera scritta da Marcia al marito e datata il giorno della morte di lei (e verosimilmente giunta a destinazione solo di recente), viene esibita da Alfred, e rivela che l'attrice aveva commesso suicidio, avvelenandosi. Altri semplici deduzioni permettono di stabilire che, poc'anzi, durante il breve black-out, era stato Maurice stesso a trafiggersi col pugnale, e, in precedenza, era stato lui stesso ad inscenare l'omicidio della figlia, sparando sul suo corpo senza vita. In tal modo aveva voluto evitare l'onta del suicidio, che, a suo parere, non si addiceva ad una vera star, quale riteneva sua figlia fosse.
Non è chiaro come Maurice avesse ritenuto che la figlia si fosse tolta la vita, forse era solo un'intuizione evinta dall'evidente stato di depressione di Marcia nei suoi ultimi giorni. È chiaro invece a tutti i presenti che questa ultima messa in scena dell'anziano attore sia stata la migliore della sua carriera.
Woman of sin.
Grandi difficoltà nascono presso una grande casa di produzione cinematografica di Hollywood per il fatto che il suo ultimo film di successo, Woman of Sin ("Donna del peccato"), sia stato ideato e sceneggiato da una bambina di al massimo 9 anni di età. 